# Волоське (зупинний пункт)
Волоське — пасажирський зупинний пункт Жмеринської дирекції Південно-Західної залізниці, розташований на дільниці Жмеринка — Гречани між зупинним пунктом Нова Гута (відстань — 4 км) і станцією Деражня (9 км). Відстань до ст. Жмеринка — 54 км, до ст. Гречани — 52 км.
Відкритий у 2000-их роках.